# Spinolestes xenarthrosus
Spinolestes xenarthrosus (лат.) — вид вымерших млекопитающих из семейства Gobiconodontidae отряда Eutriconodonta, обитавших на территории современной Испании. Типовой и единственный известный науке вид в роде Spinolestes.

## Описание
Голотип MCCMLH30000 обнаружен в меловых отложениях (возрастом 130,0—125,45 млн лет) на территории каменоломни Лас-Хояс около города Куэнка в центральной Испании. Окаменелые останки включают следы меха, кожи и внутренних органов: элементы легкого (бронхиолы) и, видимо, богатые железом красноватые следы печени. Длина тела составляла около 24 сантиметра, а вес — 50—70 граммов (соответствует размеру крыс).
Видовое название Spinolestes xenarthrosus переводится как «шипастый грабитель» из-за наличия защитных шипов на нижней части позвоночника и чешуек на спине. Зубная формула {\displaystyle {\frac {3.1.2.4}{3.1.2.4}}} (верхняя челюсть содержала 6 резцов, 2 клыка, 4 премоляра и 8 коренных зубов; вместе с нижней челюстью всего 40 зубов).

## Палеоэкология
Питался, предположительно, насекомыми. В месте обнаружения в те времена был тропический или субтропический климат, обитали такие растения как беннеттитовые (Williamsonia sp., Zamites sp.), хвойные (Brachyphyllum speciosa, Pagiophyllum sp., Sphenolepis kurriana), папоротниковидные (Weitchselia reticulata) и некоторые другие.